# Zwackhiomyces dispersus
Zwackhiomyces dispersus är en lavart som först beskrevs av Johann Gottlieb Franz-Xaver Lahm och Gustav Wilhelm Körber och som fick sitt nu gällande namn av Dagmar Triebel, Grube in Grube och Joseph Hafellner. 
Zwackhiomyces dispersus ingår i släktet Zwackhiomyces, och familjen Xanthopyreniaceae. Arten är reproducerande i Sverige.